# Bonnyrigg, New South Wales
Bonnyrigg este o suburbie în Sydney, Australia.